# Mindre helgdag
Mindre helgdag, förr en beteckning på Mariadagar, helgondagar samt eventuellt andra bemärkelsedagar. Till skillnad från reguljära helgdagar rådde ingen närvaroplikt i kyrkan.
De sista mindre helgdagarna togs bort 1601 efter en stor utrensning av helgdagar.